# Anthreptes rhodolaemus
Beija-flor-de-garganta-vermelha ou nectarínia-de-garganta-vermelha (Anthreptes rhodolaemus) é uma espécie de ave da família Nectariniidae.
Pode ser encontrada nos seguintes países: Brunei, Indonésia, Malásia, Myanmar, Filipinas, Singapura e Tailândia.
Os seus habitats naturais são: florestas subtropicais ou tropicais húmidas de baixa altitude.
Está ameaçada por perda de habitat.